# Open Data Institute
L'Open Data Institute est une fondation créée en décembre 2012 par Tim Berners-Lee et Nigel Shadbolt pour promouvoir les données ouvertes.

## Financement
L'institut est financé par le gouvernement britannique et Omidyar Network.